# قائمة الصحف في قطر
رغم أن الصحافة حديثة العهد في دولة قطر، مقارنة مع باقي الدول العربية، حيث أن أول جريدة أصدرت في قطر كانت سنة 1972 تحت اسم جريدة العرب، إلا أن قطر استطاعت بناء تاريخها الحديث، في فترة وجيزة من الزمن، من خلال خارطة ثقافية ترتكز على مقومات قومية بالأساس تمكنت من بناء إمبراطورية إعلامية إن صح التعبير، وقد عملت على رفع الرقابة عن الصحف المحلية في أكتوبر عام 1995م وإصدار قانون رقم (5) لسنة 1998، القاضي بإلغاء وزارة الإعلام والثقافة وانشاء المجلس الوطني للثقافة والفنون والتراث. والعمل على توزيع اختصاصات وزارة الإعلام السابقة بتحويل بعض إداراتها إلى هيئات مستقلة.

## لمحة كرونولوجية عن الصحافة المكتوبة في قطر
إلى ستينيات القرن العشرين لم يكن لدى قطر أي صحافة مطبوعة، وكانت تعتمد على صحف مستوردة من مصر ولبنان. وكانت أول صحيفة خليجية توزع في قطر هي صحيفة الخليج العربي.
- 1960، بصدور مجلة مدرسية، بعنوان (قطر النموذجية).
- 1961 أصدرت الحكومة جريدتها الرسمية لنشر القوانين والمراسم، ثم تلتها مجلة المشعل البترولية.
- 1968 ظهرت مجلة الدوحة ومجلة التربية الفصلية عام 1970 ومجلة ديارنا والعالم، عن وزارة المالية والبترول.
- 1976 تم إصدار مجلة الخليج الجديد ومجلة الصقر.
- 1972 أول جريدة يومية سياسية تصدر في قطر، عن دار العروبة تحت اسم جريدة العرب بشكل اسبوعي ثم يومي.
- 1979جريدة الراية القطرية.
- 1987جريدة الشرق القطرية
- 1995 جريدة الوطن.
- 2016 جريدة لوسيل

التأثر بالثورة الإعلامية:
مع الانفتاح السياسي والاقتصادي والثقافي لدولة قطر، عرف النشاط والحركية الصحفية تطورا إلى العالمية، انتاجا وجودة، وانفتاحاً.
وارتفعت وتيرة إصدار المجلات، الاقتصادية، والفنية، والشبابية، والمتخصصة والسياسية والثقافية والقومية والعلمية، مه استقطاب واحتضان العنصر البشري الفاعل في القطاع الصحفيين والإعلامي والإعلام الرقمي سواء من الدول العربية أو المتقدمة، والذين تجاوز إنتاجهم الصحفي الحدود ليصل إلى الإقليمية ومشارف العالمية. وهذا ما جعل قطر في مصاف الدول المؤثرة سياسيا واعلاميا وثقافيا في المنطقة العربية.

## القائمة
وفيما يلي قائمة من بعض الصحف التي تصدر في قطر:
ب
- البننسولا (صحيفة)

ر
- الراية

ش
- الشرق

ع
- العرب
- العربي الجديد

غ
- غلف تايمز

ق
- قطر تريبيون
- القدس العربي

ل
- لوسيل

و
- الوطن